# 나이키 후프 서밋

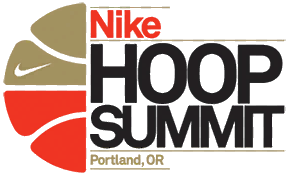

나이키 후프 서밋(Nike Hoop Summit)은 나이키가 후원하는 국제 농구 올스타 경기로, 1년에 한 번 개최되며, 미국 농구 남자 주니어 선발팀과 국제 선수들로 구성된 월드 선발팀이 대결한다. 선수들은 자신의 기술을 보여주고 NBA 스카우트나 대학의 관심을 끌기를 희망한다. 과거에는 현재 많은 NBA 선수들이 이 이벤트에 참가했다.
2010년 대회에서 에네스 칸터(Enes Kanter)는 34득점을 기록해 1998년 더크 노비츠키(Dirk Nowitzki)가 세운 33득점이라는 대회 기록을 넘어섰다. 2012년에는 샤바즈 무하마드(Shabazz Muhammad)가 35득점을 기록해 칸터의 득점 기록을 깨뜨렸다. 비스맥 비욤보는 2011년 12득점, 11리바운드, 10블록으로 후프 서밋 역사상 첫 트리플더블을 기록했다.
14명의 선수, 월드 팀의 모든 멤버가 두 번의 후프 서밋에 참가하도록 선택되었다.
이전에는 미국 도시를 순환했지만 이 행사는 2008년부터 오레곤주 포틀랜드에서 개최되었다. 2020년이나 2021년에는 코로나19 범유행으로 인해 후프 서밋이 없었지만 두 해 모두 명단이 미국 이름으로 지정되었다. 후프 서밋도 2001년부터 2003년까지 열리지 않았다.
2023년에는 여자 경기도 도입됐다. 미국은 첫 경기에서 월드 팀을 100-79로 이겼다.